# سربرنیتسا

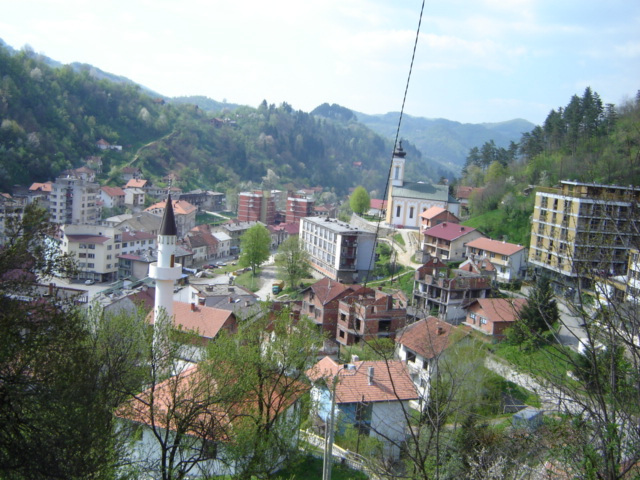
چشم‌انداز سربرنیتسا

سِربْرِنیتسا (سیریلیک: Сребреница) یکی از شهرها و ناحیه‌های شهری بوسنی و هرزگوین در شرق این کشور است. سربرنیتسا یک شهر کوچک کوهستانی است که استخراج و فرآوری سنگ نمک صنعت اصلی آن به شمار می‌رود. همچنین به دلیل مجاورت با منطقه چشمه آب گرم به‌عنوان یک مقصد گردشگری شناخته می‌شود. مساحت این شهر برابر با ۵۲۷ کیلومتر مربع است.
جمعیت ناحیه شهری سربرنیتسا بر پایه آمار سال ۱۹۹۱ برابر با ۳۶٬۶۶۶ نفر بود که ۲۷٬۵۷۲ نفر آن را مسلمانان بوسنیایی (۷۵٫۱۹٪)، ۸٬۳۱۵ نفر را صرب‌ها (۲۲٫۶۷٪) و بقیه را کروات‌ها و یوگسلاوها تشکیل می‌دادند. جمعیت شهر سربرنیتسا در همان سال برابر با ۵٬۷۴۶ نفر بود.

## کشتار سربرنیتسا
در طول جنگ بوسنی نیروهای مسلح صرب در ژوئیه ۱۹۹۵ پس از ورود به سربرنیتسا، با جداسازی بیش از ۸ هزار نفر از مردان و پسران نوجوان مسلمان شهر، آنها را به قتل رساندند. این فاجعه در حالی روی داد که این منطقه زیر پوشش امنیتی نیروهای حافظ صلح سازمان ملل بود. چنین کشتاری در اروپا، از زمان پایان جنگ جهانی دوم، بی‌نظیر بوده و بررسی‌های تاریخی و حقوقی آن و نیز کشف اجساد مربوط به آن کشتار همچنان ادامه دارد.

## نگارخانه

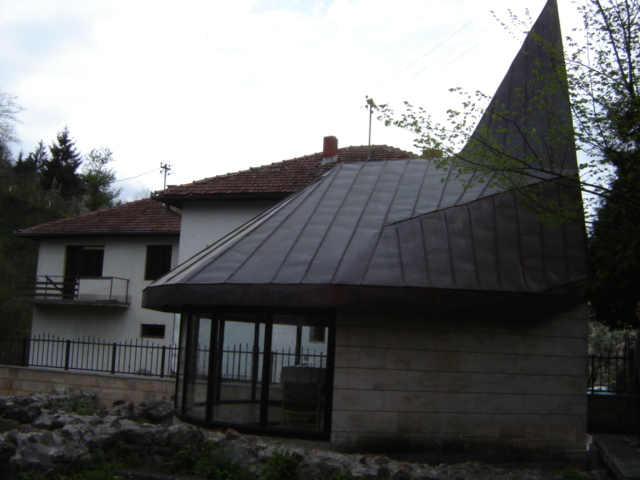
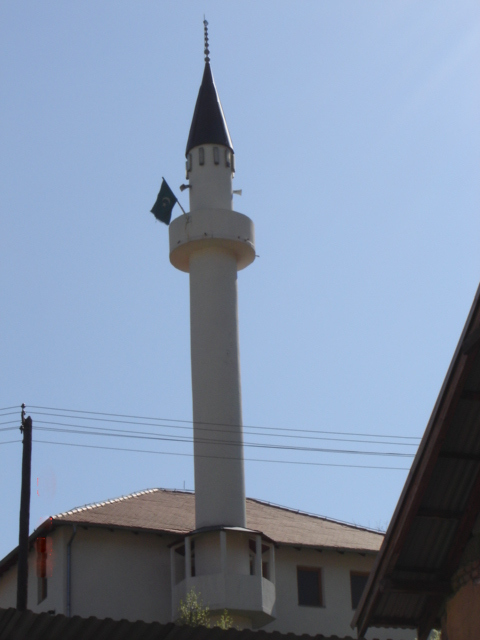
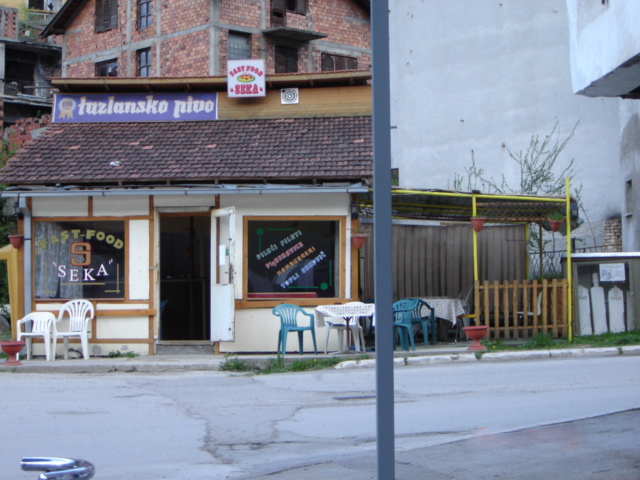
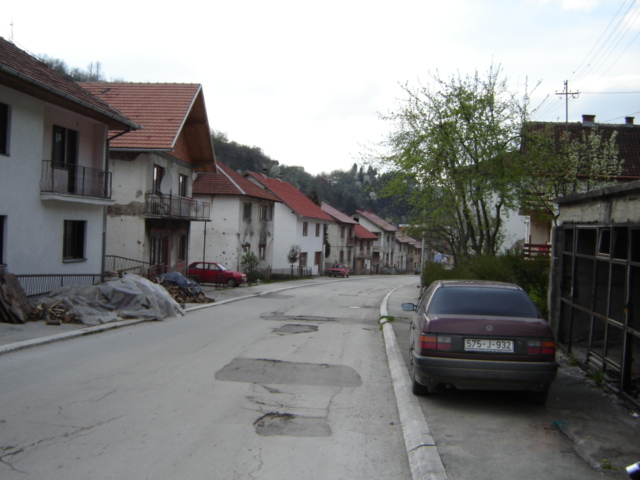
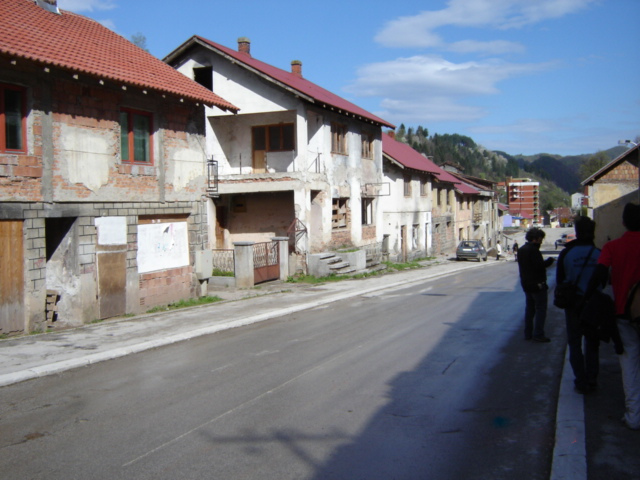
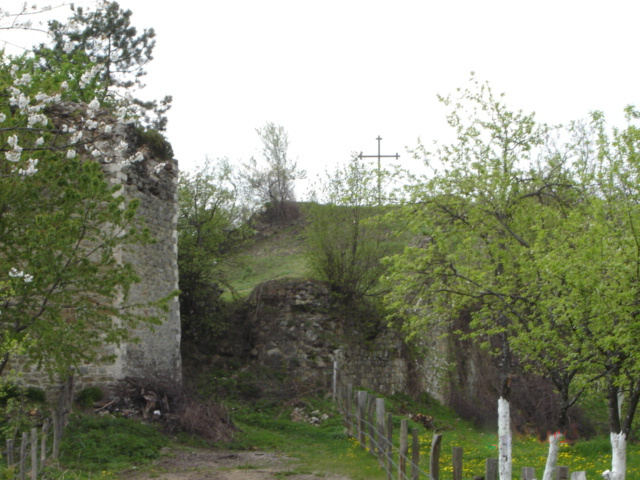
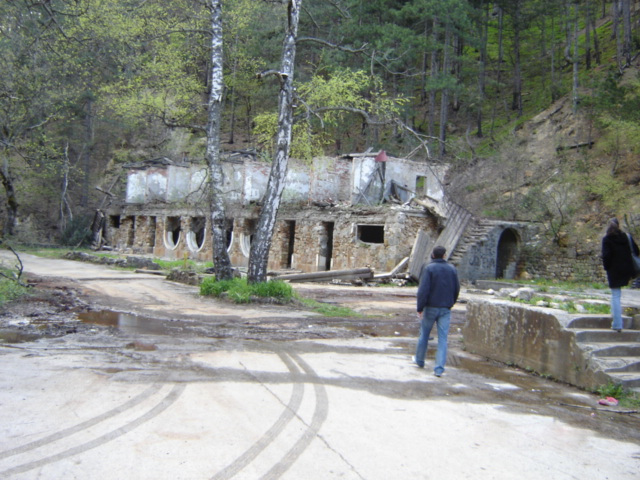
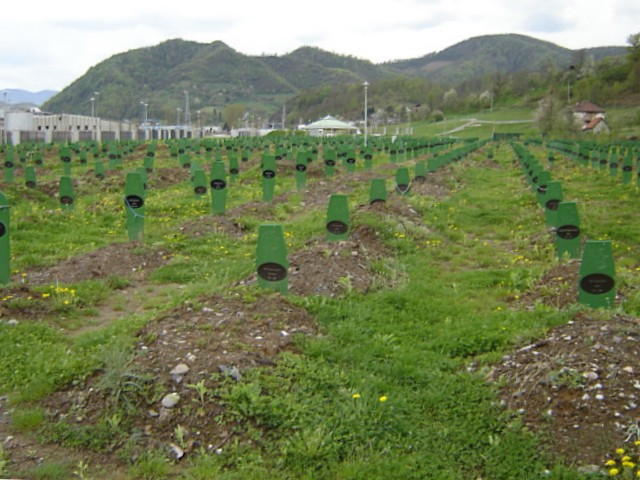